# Martainville-Épreville
Martainville-Épreville är en kommun i departementet Seine-Maritime i regionen Normandie i norra Frankrike. Kommunen ligger i kantonen Darnétal som tillhör arrondissementet Rouen. År 2022 hade Martainville-Épreville 730 invånare.

## Befolkningsutveckling
Antalet invånare i kommunen Martainville-Épreville
| Referens: INSEE |